# Andromeda (berg)
Andromeda is een berg die zich in het Columbia-ijsveld bevindt op de grens van het Nationaal park Banff en het Nationaal park Jasper. De berg is 3450 meter hoog.
De berg is te zien vanaf de Icefields Parkway (Highway 93) in de buurt van de Sunwapta-bergpas en ligt meteen ten zuidwesten van de berg Athabasca.
Andromeda werd in 1938 vernoemd door Rex Gibson, de voormalige voorzitter van de Alpine Club of Canada, naar de Andromeda uit de Griekse mythologie, de vrouw van Perseus.
De berg wordt veel voor bergbeklimmen gebruikt en er zijn verschillende routes. De meest populaire route is de Skyladder. De eerste beklimming werd gedaan door W.R. Hainsworth, J.F. Lehmann en M.M. Strumia in 1930.

## Externe links

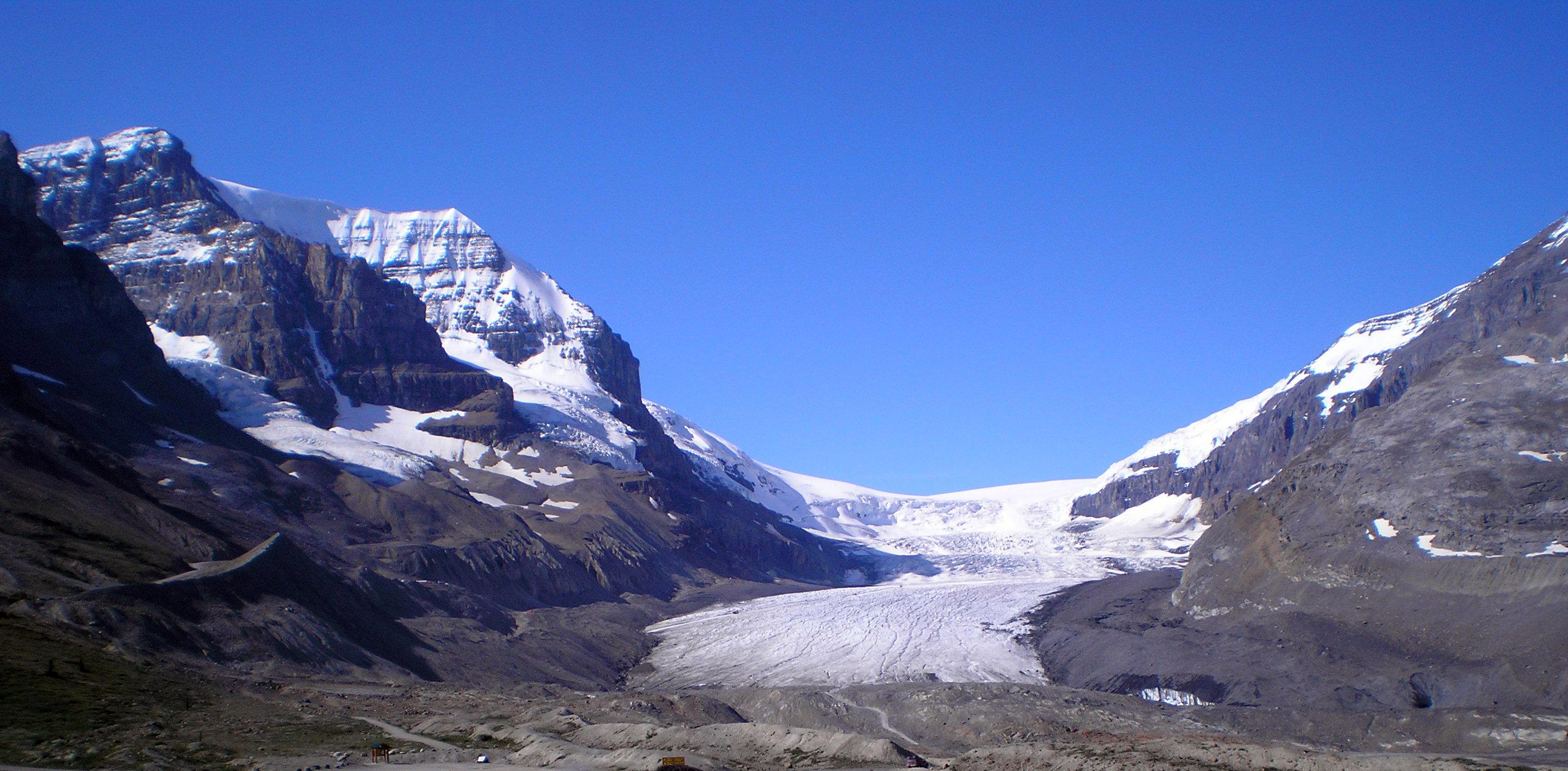
Het berg Andromeda en Athabascagletsjer.